# Râul Bălmușel
Râul Bălmușel este un curs de apă, afluent al râului Bălmuș. 

## Hărți
- Parcul Vânători-Neamț